# Мађарска илустрована хроника
Мађарска илустрована хроника (мађ. Képes Krónika), је средњовековна илустрована хроника краљевине Мађарске, тачније из 14. века. Представља интернационални уметнички приказ дворске ложе и друштвеног живота у тадашњој краљевини, за време владавине краља Лајоша, аутор хронике је највероватније Марк Калти (Kálti Márk).
Украсна декорација у боји је направљена пре 1360. године и доказ је знања, достигнућа тадашњег живота, историје, традиције и легенди.
Хроника садржи 147 слика и изванредан је извор информација о мађарској средњовековној историји, култури, костимима и дворском животу. 
Пуни назив хронике је: Chronicon pictum, Marci de Kalt, Chronica de gestis Hungarorum, што је, на српском: „Илустрована хроника, Марко од Калта, чињенична хроника о Мађарима“.
Данас се илустрована хроника чува у националној библиотеци у Будимпешти (Országos Széchényi Könyvtár, Budapest).

## Галерија
- Атила
- Атила среће папу Лава I
- Бела IV
- Геза
- Седам старешина
- Угарски краљ Коломан
- Ладислав I Свети
- Крунисање Ладислава Првог
- Лехел и његов рог
- Мађарско освајање Карпатског басена (најстарија слика Мађарског сивог говечета)
- Свети Стефан
- Хунор и Магор, лов на белог јелена